# Georges Descrières
Georges Descrières (15 de abril de 1930 - 19 de octubre de 2013) fue un actor francés. Apareció en 52 películas y programas de televisión entre 1954 y 1996. Protagonizó junto a Anna Karina en la película de 1962, Sun in Your Eyes y haber retratado el personaje principal caballero-ladrón en la serie de televisión de éxito internacional Arsène Lupin.

## Filmografía seleccionada
- The Three Musketeers (1961)
- Tonight or Never (1961)
- Sun in Your Eyes (1962)
- Two for the Road (1967)
- A Flea in Her Ear (1968)
- Mon Curé Chez les Nudistes (1982)